# Ganes Venkatraman
Ganesh Venkatraman (Mumbai, India, 1980. március 20.) tamil színész, az indiai és tamil filmművészet egyik kiemelkedő alakja. Legfontosabb szerepe az Abhiyum Naanum című filmben volt.

## Filmográfia
| Év   | Film            | Szerep         | Megjegyzések |
| ---- | --------------- | -------------- | ------------ |
| 2006 | The Angrez      | Rochak         |              |
| 2008 | Abhiyum Naanum  | Joginder Singh |              |
| 2009 | Unnaipol Oruvan |                | Filmezés     |

## Fordítás
- Ez a szócikk részben vagy egészben  a   Ganesh Venkatraman című angol Wikipédia-szócikk ezen változatának fordításán alapul.  Az eredeti cikk szerkesztőit annak laptörténete sorolja fel. Ez a jelzés csupán a megfogalmazás eredetét és a szerzői jogokat jelzi, nem szolgál a cikkben szereplő információk forrásmegjelöléseként.

## Külső hivatkozások
- Ganes Venkatraman a Facebookon
- Ganes Venkatraman az Internet Movie Database-ben (angolul)